# Begonia albobracteata
Begonia albobracteata é uma espécie de Begonia.